# Chambre des comptes de Blois
La Chambre des comptes de Blois était, sous l'Ancien Régime, une cour souveraine spécialisée dans les affaires de finance du comté de Blois, puis de l'apanage et des biens personnels des ducs d'Orléans.

## Historique
Dans les années 1270-1300 des contrôles comptables se mettent en place, avec des maîtres et des conseillers siégeant en sessions financières, à l’intérieur de la curia regis de Paris ou des domaines princiers, dont l'organisation et les fonctions vont se préciser progressivement.
Comme la Chambre des comptes de Paris, celle de Blois a commencé avec la tenue des comptes par des gens du compte. On connaît le nom d'un gestionnaire du comté de Blois en novembre 1256, Mathieu de la Lande. Un bourgeois de Blois lui succède quelques années plus tard, Thomas du Bois. Il s'occupe de la réception des revenus du comté de Blois et de la terre d'Avesnes et de toutes les autres possessions de Jean Ier de Châtillon. Dès 1281 la « Gent du comte » remet « des contes des rentes de toute la terre de Bloys » à partir des années 1272 et suivantes à des enquêteurs royaux. En 1301, on cite « l'argentier receveur des rentes de Blois ».
La série des comptes du comté de Blois commence en 1315 et s'arrête en 1770 et comprend 550 volumes. Le premier registre de la « Maison des Princes » commence en 1319, au temps de Guy Ier de Châtillon.
La Chambre des comptes de Blois a été fondée par le comte de Blois, en 1359.
En 1391, Guy II de Blois-Châtillon vend son comté à Louis Ier d'Orléans après la mort de son fils Louis, comte de Dunois, le 15 juillet 1391, mais en garde l'usufruit jusqu'à sa mort,. Louis d'Orléans prend possession des comtés de Blois et de Dunois au cours d'une cérémonie dans le château de Blois, le 6 juin 1392. En 1386, le roi Charles VI lui avait donné en apanage le duché de Touraine. En 1392 il a échangé le duché de Touraine contre celui d'Orléans, plus considérable, et il porte alors le titre de duc d'Orléans. Il a alors décidé de créer une Chambre des comptes pour assurer la gestion de son apanage. En cela, il a suivi les exemples de ses oncles, Philippe duc de Bourgogne, et Jean duc de Berry, qui avaient créé des Chambres des comptes à Dijon et à Bourges (en 1379) sur le modèle de la Chambre des comptes de Paris. C'est à partir de 1391 que commence à se mettre en place une organisation des archives de la Chambre des comptes. Il a appelé en 1391 Hugues de Guingant, greffier de la Chambre des comptes de Paris, pour assurer la « garde de noz chartres, privilèges et autres lettres et escrits ». Il reste en poste jusqu'en 1409. L'apanage de Louis d'Orléans s'est progressivement considérablement agrandi. Le compte du trésorier général indique pour les années 1404-1405 19 recettes principales : Orléans, Valois, Chauny, Brie-Comte-Robert, terres de Champagne, La Ferté-Bernard, Blois, Château-Thierry, Soissons, Ham, Marle, La Fère, Caen, Vire et Falaise, la vicomté d'Auge, Saint-Sauveur-Lendelin, la vicomté de Bayeux, Châteaudun, Asti, Porcien, Deux, Angoulême; le Périgord, Montargis, Moncornet. On doit aussi ajouter le duché de Luxembourg qui est hors du royaume.  Le ressort de sa chambre des comptes est si étendu que Charles VI l'a autorisé de l'installer à Paris. Ces titres se trouvant à l'hôtel de Bohème à Paris, sont transportés après l'assassinat du duc, en 1407, à Blois où ils arrivent le 20 février 1408. Après la paix d'Auxerre, en 1412, la Chambre revient à Paris, mais les troubles vont continuer avec l'alliance des Armagnacs avec le duc de Clarence. La guerre reprend et c'est le désastre de la bataille d'Azincourt. Le duc Charles d'Orléans est fait prisonnier. Dans la nuit du 28 au 29 mai 1418 les troupes du duc de Bourgogne pénètrent dans Paris et le chancelier du duc d'Orléans doit s'enfuir pendant l'été, à une date inconnue. La Chambre des comptes s'est alors installée à Orléans, mais elle se réunit aussi à Blois. On remarque que la Chambre des comptes de la maison de Châtillon a été maintenue et ses archives trouvaient à Blois. Pendant sa captivité à Londres, le duc d'Orléans demande que les livres de sa bibliothèque soient conservés en la Chambre des comptes. Le 17 mars 1427, le duc d'Orléans, pour payer sa rançon, signe des lettres patentes à Canterbury à son chambellan Jean de Rochechouart, seigneur de Montemart, pour engager ou vendre ses biens meubles et d'en faire recevoir les sommes à un conseiller nommé Pierre Sauvage. La reprise de la guerre par les Anglais en 1428 qui viennent sur les bords de la Loire. Cela entraîne le transport des archives à La Rochelle où elles arrivèrent le 21 octobre. La situation semblant s'améliorer en France, le duc Charles a demandé que ses archives lui soient restituées par lettres patentes du 25 janvier 1436. Elles sont alors transportées à Poitiers. En 1437 Pierre Sauvage devient le garde des sceaux du duc d'Orléans. Les victoires française permettent la libération du duc d'Orléans qui débarque à Calais à l'automne 1440. Il est à Blois au début de février 1441. La délivrance d'Orléans par Jeanne d'Arc a permis de sauver les archives de la Chambre des comptes. En 1434, la Chambre s'est installée au Châtelet d'Orléans qui était l'hôtel ducal. Charles d'Orléans ayant fixé sa résidence à Blois, il a demandé que sa Chambre des comptes soit proche de lui, en mai ou juin 1441, mais seule une partie des archives a été transportée à Blois. Une autre est restée à restée à Orléans qui a continué à être appelée Chambre des comptes d'Orléans. Les archives du duc d'Orléans ont donc été conservées à Blois et à Orléans. Après 1448, les archives de Blois sont conservées dans le château. Le 29 mars 1527, Déclaration du roi que les comptes des revenus des comtés de Blois, de Soissons, d'Ast, de Coucy, &c. doivent être rendus en la Chambre des comptes de Blois
Le duc d'Orléans est devenu le roi de France Louis XII. Louis XII a maintenu la séparation entre le domaine de la  Couronne et ses biens personnels. Il a maintenu par lettres patentes du 16 mars 1498 la Chambre des comptes de Blois.
Le comté de Blois a été réuni à la Couronne par Charles IX. Avec les conseils de Michel de L'Hospital, ancien Premier président de la Chambre des comptes de Paris, en février 1566 à Moulins, il a pris une ordonnance sur la réforme de la justice, des édits sur l’inaliénabilité du domaine de la couronne et sur l’organisation de l’administration des finances royales en unifiant la gestion du domaine royal et en supprimant des chambres royales situées en province. Il a supprimé la Chambre des comptes de Blois par un édit mais l'a rétabli par un autre daté d'août 1568. Il a envoyé les lettres de confirmation de privilèges le 5 décembre 1571 attachées à celles de Louis XII du 26 mars 1498 et celles de François Ier contenant, par énumération spécifique, tous les privilèges attribués à la Chambre des comptes de Paris. Henri III a confirmé ces mêmes privilèges et leur en accordé de nouveaux par lettres en forme d'édit, en janvier 1575. La Cour des aides a refusé de les enregistrer car elles attribuaient la qualité de Commensaux de la Maison du roi pour les gens du compte que n'ont pas les gens du compte des autres Chambres des comptes de province. Henri III a imposé l'enregistrement par lettre de jussion du 8 février 1579. Louis XIV a confirmé ces privilèges en février 1715.
En juillet 1775, la Chambre des comptes de Blois est supprimée. Le 15 septembre 1775, Pierre-Louis Demoncrif, conseiller auditeur à la Chambre des comptes de Paris, se présente à l'hôtel de l'Intendance d'Orléans, pour transporter à Paris, après inventaire, les archives de la Chambre des comptes de Blois. Le 23 février 1776, une commission de la Chambre des comptes de Paris est nommée. Elle s'est réunie le 6 mars. Le 8 juillet les premières caisses ont été ouvertes et les dernières le 28 mars 1778. Le procureur Montholon propose le 22 juin 1779 de supprimer une partie des archives car inutiles. Ces archives ont été dispersées. On en retrouve à la Bibliothèque nationale de France, aux Archives nationales, à Blois, à Rouen, à Lille, à Quimper, en Hollande, en Belgique, en Italie,,.

## Composition de la Chambre des comptes de Blois auXVIesiècle
On distingue trois périodes successives dans l'histoire de la Chambre des comptes de Blois :
- la Chambre des comptes des comtes de Blois-Châtillon,
- la Chambre des comptes de l'Apanage des duc de Touraine, entre 1388 et 1392, puis ducs d'Orléans, entre 1392 et 1498,
- la Chambre des comptes du domaine personnel du duc d'Orléans devenu roi de France, Louis XII, à partir de 1498.

Par les lettres patentes du 26 mars 1499, le ressort de la Chambre des comptes de Blois s'étendait sur les comtés de Blois, de Soissons et de Coucy, puis sur les Élections de Blois, Romorantin, d'Amboise et de Châteaudun. Elle a deux juridictions séparées, une pour les comptes et une autre pour les domaines et les finances de leur ressort.
La Chambre des comptes est composée d'un Premier président, de deux Chevaliers d'Honneur, de quatre Maîtres des comptes, de deux Honoraires, d'un Trésorier de France, de deux Correcteurs, de quatre Auditeurs, d'un Procureur général et de deux Avocats généraux. La charge de président de la Chambre est associée celle de Trésorier de France.

### Présidents
Au XVe siècle, les présidents ont été les chanceliers successifs du duc d'Orléans. Ils étaient tous issus du milieu parlementaire parisien jusqu'en 1444.
- en 1388-1395, Amauri d'Orgement, chancelier du duc Louis d'Orléans[9] ;
- en 1395-1409, Pierre L'Orfèvre ;
- en 1409-1414, Jean Davy[10], chancelier de Valentine Visconti, duchesse d'Orléans ;
- en 1414-1436 et 1441, Guillaume Cousinot, chancelier de Charles, duc d'Orléans[11] ;
- en 1435, Jean d'Ay[12] ;
- en 1442, Jean le Fulezier[13] ;
- en 1457, Jean le Prestre,
- en 1461, Pierre de Refuge, garde des sceaux de Marie, duchesse d'Orléans,
- en 1469, Raoul de Refuge, garde des sceaux de Marie, duchesse d'Orléans,
- en 1483-1498, Denis le Mercier, chancelier de Louis, duc d'Orléans,
- en 1498, Jacques Hurault, seigneur de la Grange, de Cheverny, père de Jacques Hurault de Cheverny qui est l'oncle d'un chancelier de France. Il s'est marié en 1502 avec la fille de Jacques de Beaune, baron de Semblançay et de Jeanne Ruzé ;
- en 1528, Jean Breton, seigneur de Villandry, secrétaire des finances,
- en 1544, Charles Breton, fils de Jean, secrétaire des finances,
- en 1556, Antoine de Loynes,
- en 1564, Florimond II Robertet, Secrétaire d'État des Affaires étrangères,
- en 1569, Jean Morin, sieur de Chefnaye,
- en 1571, Pierre Sarred, seigneur de Morand, intendant des finances (1569-1570),
- en 1574, Jean Sarred,
- en 1591, Méry de Vic, neveu de Pierre Sarred, maître des requêtes, puis garde des sceaux de France en 1621,
- en 1594, Arnaud de Johanne, seigneur de Saumery et des Landes,
- en 1617, François de Johanne, seigneur de Saumery,
- en 1630, Jacques Martin, seigneur de Villiers,
- en 1646, Pierre Viart,
- en 1665, Jean VI de La Saussaye,
- en 1682, Jean-François de la Saussaye,
- en 1713, Tannegui Guerry,
- en 1720, Amédée des Noyers de Lorme,
- en 1735, Adrien Roussel d'Inval, président-trésorier de France, général des finances,
- en 1758, M. de Saint-Michel, jusqu'en 1775.

### Procureurs généraux
- 1399 : Jean Martin
- 1409 : Mathurin Gaillard
- 1413 : Bernard Villot
- 1461 : Guillaume Lebourelier
- 1481 : Guillaume Blondel
- 1492 : Jean Servie
- 1517 : Guillaume Poisson
- 1561 : Jean d'Agnier
- 1573 : Eustache Neveu
- 1626 : Louis Courtin
- 1645 : Jacques Courtin
- 1649 : Michel Baudry
- 1680 : Jacques Baudry
- 1719 : Joseph Baudry
- 1733 : Louis-Adrien Mahy de Boismartin
- 1743 : Étienne Rangeard de Feuillarde
- 1751 : Gentien Rangeard de La Boissière

### Avocats généraux
- 1500 : Gallerand Gaillard
- 1557 : Jean Senechal
- 1561 : Jacques Fleury
- 1584 : Sébastien Garnier
- 1584 : Jean d'Agnier
- 1585 : Jean Gade
- 1599 : Valentin Belot
- 1608 : Jacques d'Avoynes
- 1627 : Thomas Lefort
- 1630 : Julien de Bonvoust
- 1633 : Simon Leroux
- 1638 : Claude Petit
- 1651 : Louis Huart
- 1667 : Louis Rondin
- 1670 : Roté de Mauray
- 1682 : Nicolas Buisson
- 1708 : Nicolas Buisson, fils
- 1719 : Jean-Baptiste Lechevalier
- 1719 : Jean Mahy de Savonnières
- 1732 : Jean-Baptiste-Nicolas Mahy de Savonnières, fils